# Johannes Würtz
Johannes Würtz (* 2. Oktober 1900 in Linz; † 25. Juli 1967 in Salzburg) war ein österreichischer Schriftsteller. Er veröffentlichte auch unter dem Pseudonym Hans Waldneudorfer.

## Ausbildung und Wirken
Würtz studierte an der Universität Wien und an der Universität Graz Philosophie und Germanistik. Er promovierte 1926 und war ab 1927 in Linz Lehrer u. a. an der Lehrerbildungsanstalt Linz.
Am 24. April 1933 trat er der NSDAP bei (Mitgliedsnummer 1.615.407). Nach dem Anschluss Österreichs 1938 an das Deutsche Reich beteiligte sich Würtz am „Bekenntnisbuch österreichischer Dichter“ (herausgegeben vom Bund deutscher Schriftsteller Österreichs), das den Anschluss begeistert begrüßte. Er zählte auch zu den Autoren, die Zeugnis von den Märztagen 1938 gaben. In eigenen Schriften legte der die Machtergreifung der Nationalsozialisten in Oberösterreich dar. Ab 1943 war er Referent in der Kulturabteilung des Reichspropagandaamtes Oberdonau und gehörte in dieser Funktion dem Beirat für die Vergabe eines 1942 ins Leben gerufenen Literaturpreises des Almanachs Stillere Heimat an. Er veröffentlichte Theaterspiele in diesem und in weiteren Zeitschriften und Sammelwerken. 1944 übersiedelte er nach Gmunden.
Würtz war Mitglied der Innviertler Künstlergilde. Er war Leiter des Instituts für vergleichende Erziehungswissenschaft in Salzburg.

## Schriften
- Linz, die Donaustadt. Oberösterreich. Ein Land in Bildern. Linz 1932.[7]